# Історія Деснянського району
Історія Деснянського району — історія одного із десяти районів Києва. Як адміністративно-територіальна одиниця у складі Києва утворений 30 грудня 1987 року і названий Ватутінським на честь радянського військового діяча Миколи Ватутіна. Ватутінський район у жовтні 2001 року було перейменовано на Деснянський.
Вперше ця місцевість, де розташовано Деснянський район згадуються під назвою Городець. 1026 року Ярослав Мудрий уклав тут мирну угоду із своїм братом Мстиславом, у 1097 році Володимир Мономах викликав у Городець братів Давида та Олега Святославовичів для примирення. Згадка про цю місцевість є в Іпатієвському літописі за 1110 рік про пожежу, яка сталася в Городці. Як свідчить літопис, на Андріїв день року 1135 Городець був спалений половцями, а під 1151 роком є згадка про «село Милославское».
Юрій Долгорукий, воюючи за Київський престол, двічі наступав на місто з Городця. Місцевість йому сподобалась, і тому, сівши в Києві на престол, він зробив тут свою резиденцію і назвав її Раєм. Під час нападу Хана Батия на Київ у 1240 році, ця місцевість згадується як Городок Пісочний. 
У XIV столітті Городець був родинним гніздом князів Милославських, тому у літописах місцевість згадується як Милославичі, Милославці, Мирославское, Мирославичи. Міська знать виїздила сюди на полювання, бо тут були багаті ліси. Останній київський князь Симеон Олелькович правив у Києві в 1455—71 роках. На місці древнього Городця, у Милославовичах, він збудував заміський дерев'яний замок. Ймовірно, що замок був знищений кримським ханом Менглі-Гераєм, який напав на Київ у 1482 році. В історичних довідниках це місце відоме як Олельківське 
городище. Вали цього замку зберігалися аж до ХХ століття. У 1889 році історіограф І. Гошкевич відвідав Вигурівщину, замірював вали замку. Його праця «Замокъ князя Симеона Олельковича и летописний Городець под Киевомъ» вийшла у 1890 році.
Милославичі згадуються також у 1503 році у грамоті великого князя Олександра київському воєводі, в опису Київського замку 1545 і 1552 років як ― «Село Замкове, на Днепре… Милославцы». 1492 року великий князь Олександр пожалував Київському «земянину» Ваську Жеребятичу «в Киевском повете, в Милославичах селище, на имя Чотаново…». Думки про те, що Милославичі і є пізніша Вигурівщина, тобто що це одне село, додержується низка істориків — Є. Голованський, М. Новицький, В. Гошкевич, Михайло Грушевський, Петро Клепатський та інші.
Існує кілька версій щодо походження назви Вигурівщина. Микола Закревський вказує на те, що «служебник» Київського воєводи, князя К.К. Острозького Ян Вигура 12 грудня 1572 року передав Михайлівському монастиреві грамоту князя на володіння землями на лівому березі Дніпра, а Вигурівщину подаровано монастиреві Вигурою, про що йде мова в Універсалі від 1 грудня 1574 року.  У свою чергу історик Є. Голованський стверджує також, що «село Вигурівщина в давнину називалося Милославщиною… на Вигуровщину ж воно перейменоване в XVI ст. за ім'ям колишнього власника Івана (Яна) Вигури — службовця при воєводі К. К. Острозьком і похованого в Михайлівському монастирі. Власник села Вигура заповідав обителі Св. Михайла саме село заселене козаками». Це підтверджується «Описом села Вигурівщини 1780 року».
Одержавши від Богдана Хмельницького Вигурівщину, монастир, наприкінці XVII століття, значно розширив цей маєток, скупивши невеликі ділянки у сусідів посполитих і козаків, усього на суму 626 золотих. 1654 року тут було  десять дворів, а 1666 лише шість, 1730 року тут вже — 45 дворів і Вигурівщина значиться селом, тобто тут була церква.
З утворенням в ході визвольної війни під проводом Богдана Хмельницького військово-адміністративного поділу, Вигурівщина відносилася у XVIII столітті до Гоголівської сотні Київського полку. 1782 року землі сотні відійшли до новоствореного Київського повіту Київського намісництва, а ще за кілька років все, що було на лівому березі Дніпра, розпорядженням царського уряду передали Чернігівській губернії. Це було дуже незручно для жителів Вигурівщини, Воскресенської слобідки, Осокорків, Позняків, Дарниці, які здавна були пов'язані економічними узами саме з Києвом.
Землі Вигурівщини належали монастирю до указу Катерини ІІ про секуляризацію, яким всі монастирі позбавлялись своїх володінь. Проте у Вигурівщині значна частина земель і сінокоси належали монастирю аж до 1917 року.
У 1880-х роках адміністрація Києва порушила клопотання про включення Вигурівщини до Київського повіту. Для цього знадобилося спеціальне положення Комітету міністрів Російської імперії від 27 березня 1889 року, за яким Вигурівщину передали до Київського повіту. Вигурівці за документами, що збереглися, займалися головним чином вирощуванням зерна, городництвом і рибальством. Окрім села також був ще й хутір Вигурівський, що займав близько однієї десятини трьохсот квадратних саженів.
До 1972 року назву «Вигурівщина» мала залізнична станція, яка була перейменована у «Київ-Дніпровський». У 1981 році у Вигурівщині було 1500 дворів, 500 мешканців. Село Вигурівщину почали зносити у 1981 році. Проте й досьогодні ще залишилася найдревніша частина села (125 хат), де знаходилися Городець та замок князя Симеона. Збереглося також стародавнє кладовище, на якому у 1953 році встановлено пам'ятник загиблим воїнам. У селищі 14 солдатських могил.
Місцевість, де розташована Троєщина у XVI столітті мала назву «Чурилівщина», «ґрунт Троїцький», бо належала Троїцькому Больничному монастиреві Києво-Печерської Лаври. Звідси й походить назва села. У зв'язку з тим, що спочатку ніякого поселення там не було, а обробляли землю, косили сіно монастирські служки та наймані селяни, місцевість одержала назву Троєщина. Точну дату заснування селища за браком документів не встановлено. Воно, найвірогідніше, виникло у XVII столітті. 
Адміністративно ця територія до 1471 року входила до складу Київського князівства, потім до Київського воєводства Литовсько-Польської держави. Після визвольної війни 1648—54 років — до складу Київської, а з 1736 року — Гоголівської сотень Київського полку, з 1782 року — до Київського намісництва. У 1802—1902 роки Вигурівщина та Троєщина входили до складу Броварської, а з 1903 по 1923 роки — Микільсько-Слобідської волості Остерського повіту Чернігівської губернії.
Вже у першій  чверті XVIII століття у Троєщині постійно проживали люди. Так, за ревізією Київського полку та Київської сотні 1723—30 років в Троєщині нараховано 30 дворів посполитих (тобто селян). Історик Сергій Шамрай у роботі «Київська сотня на Гетьманщині» пояснює, що хоча селище й належало монастиреві, але якийсь час входило до складу Київської сотні. За ревізією 1730 року кількість подвір'їв зросла до 36.
Наприкінці XIX століття в селищах відкрилися перші навчальні заклади: у 1885 році — Вигурівське сільське однокласне народне училище та у 1886 році — Троєщинське сільське народне училище. Кожне училище одержувало на щорічне утримання від земства до 500 карбованців. На початку XX століття в них навчалося більш як 100 дітей. 
За радянських часів в адміністративному відношенні села Вигурівщина й Троєщина спочатку належали до Броварського (у 1923—27 роки), а потім у 1927—30 роки — до Київського районів Київського округу. У зв'язку з ліквідацією округів у 1930 році сільради Броварського району увійшли до Київської приміської смуги і були підпорядковані Київській міськраді, а Броварський район перейменовано у Велико-Димерський. 
У 1930—37 роках села були у складі Київської приміської смуги. У 1932 році села Вигурівщина та Троєщина утворювали дві сільради з населенням 4626 осіб і площею 45,7 км². У 1937 році утворено Броварський район Київської області, до якого з 1937 до 1988 року входили обидва села. У травні 1958 року, за рішенням Київського облвиконкому, Вигурівщина й Троєщина об'єднані в один населений пункт під назвою Троєщина.